# Nicolae Enric Lahovary
Nicolae Enric Lahovary (* 1887; † 1972) war ein Diplomat des Königreichs Rumänien.

## Leben
Lahovary studierte Rechtswissenschaft und Philosophie an der Universität Paris. 1910 trat er in den auswärtigen Dienst und wurde der Gesandtschaft in London attachiert. 1913 wurde er zum Gesandtschaftssekretär dritter Klasse ernannt. 1918 wurde er zum Gesandtschaftssekretär zweiter Klasse ernannt. 1920 wurde er zum Gesandtschaftssekretär erster Klasse ernannt. 1925 wurde er zum Gesandtschaftsrat ernannt. 1936 wurde er zum Ministre plénipotentiaire zweiter Klasse ernannt. 1941 wurde er zum Ministre plénipotentiaire erster Klasse ernannt. Er wurde in Brüssel, London, Berlin, Rom, Washington, D. C., in Genf beim Völkerbund, in Budapest, Wien, Tirana, Bratislava und Bern beschäftigt. Er war Interimsdirektor der Kabinett- und Chiffre-Abteilung des Außenministeriums.
Von 16. März 1918 bis 2. Februar 1921 war er Geschäftsträger in Washington, D. C. Am 5. Januar 1931 wurde er von seinem Amt suspendiert und am 10. Januar 1931 aus dem Auswärtigen Dienst entlassen. Am 5. August 1932 wurde er wieder in den auswärtigen Dienst aufgenommen. 1939 leitete er die Abteilung Verwaltung und Recht des Außenministeriums. Von 1. September 1936 bis 1. März 1939 war er außerordentlicher Gesandter und Bevollmächtigter in Tirana. Von 1. März 1940 bis 1. März 1941 war er außerordentlicher Gesandter und Bevollmächtigter in Bratislava. In diese Zeit fiel der Zweite Wiener Schiedsspruch, zu dem er nach Wien reiste.
Von 1. März 1941 bis 1. September 1943 war er außerordentlicher Gesandter und Bevollmächtigter in Bern. In dieser Funktion war er von Außenminister Mihai Antonescu angewiesen, mit dem päpstlichen Nuntius Möglichkeiten für Rumänien, aus dem Zweiten Weltkrieg auszutreten, zu sondieren. Die Anweisung wurde von der nachrichtendienstlichen Abwehr mitgelesen und Hitler setzte bei Ion Antonescu die Ablösung der beiden durch, womit dieser Versuch vereitelt war.
Nach seiner Abberufung ließ er sich in der Schweiz nieder, wo er ein aktives Mitglied des rumänischen Exils war. Nach 1945 wird ihm eine rege Tätigkeit als Anthropologe zugeschrieben, die vermuten lässt, dass er zunächst Exil im franquistischen Spanien fand. Zu seinen Veröffentlichungen zählt ein Werk mit dem Titel Dravidian Origins and the West (1963).